# Викдессо (кантон)
Викдессо́ (фр. Vicdessos) — кантон во Франции, находится в регионе Юг — Пиренеи, департамент Арьеж. Входит в состав округа Фуа.
Код INSEE кантона — 0920. Всего в кантон Викдессо входят 10 коммун, из них главной коммуной является Викдессо.

## Коммуны кантона
| Коммуна        | Население, чел. (2006) | Почтовый индекс | Код INSEE |
| -------------- | ---------------------- | --------------- | --------- |
| Викдессо       | 461                    | 09220           | 09334     |
| Гулье          | 38                     | 09220           | 09135     |
| Жестьес        | 10                     | 09220           | 09134     |
| Илье-э-Ларамад | 20                     | 09220           | 09143     |
| Леркуль        | 31                     | 09220           | 09162     |
| Оза            | 666                    | 09220           | 09030     |
| Орю            | 18                     | 09220           | 09222     |
| Сам            | 19                     | 09220           | 09286     |
| Сиге           | 96                     | 09220           | 09295     |
| Сюк-э-Сантенак | 103                    | 09220           | 09302     |

## Население
Население кантона на 2009 год составляло 1 408 человек.
| 1962  | 1968  | 1975  | 1982  | 1990  | 1999  | 2006  | 2007  | 2008  | 2009  |
| ----- | ----- | ----- | ----- | ----- | ----- | ----- | ----- | ----- | ----- |
| 1 575 | 1 873 | 1 694 | 1 805 | 1 525 | 1 449 | 1 349 | 1 387 | 1 411 | 1 408 |